# Euryentmema
Euryentmema é um gênero de gastrópodes pertencente a família Mangeliidae.

## Espécies
- Euryentmema australiana T. Shuto, 1983
- †Euryentmema cigclis W.P. Woodring 1928